# Recettore della serotonina

serotonina

I recettori della serotonina sono recettori che si trovano sulla membrana cellulare delle cellule nervose e in altri tipi di cellule. Sono sette, e fanno parte dei recettori accoppiati a proteine G e dei recettori dei canali ionici. Si trovano nel sistema nervoso centrale e periferico.
Regolano sia l'eccitazione sia l'inibizione della trasmissione sinaptica.
I recettori della serotonina sono attivati dal neurotrasmettitore serotonina, che agisce come il loro naturale ligando.
Modulano il rilascio di neurotrasmettitori, tra cui l'Acido glutammico, GABA, dopamina, adrenalina / noradrenalina e acetilcolina, così come molti ormoni, tra cui l'ossitocina, prolattina, vasopressina, cortisolo, corticotropina, la sostanza P e altri. 
Influenzano vari processi biologici e neurologici, come l'aggressività, ansia, appetito, conoscenza, apprendimento, memoria, umore, nausea, sonno e termoregolazione. I recettori della serotonina sono il bersaglio di una varietà di farmaci e sostanze stupefacenti, tra cui molti antidepressivi, antipsicotici, anoressizzanti e allucinogeni.

## Classificazione
I recettori 5-HT1, 5-HT2, 5-HT4 e 5-HT fanno parte della superfamiglia dei recettori accoppiati alle proteine G. Il recettore 5-HT3, invece, è un recettore-canale che permette il flusso di Na+ e K+, con struttura simile a quella del recettore colinergico nicotinico.
| Famiglia | Tipo                                               | Meccanismo                                                               | Potenziale   |
| 5-HT1    | Accoppiato a proteine G.                           | Calo dei livelli cellulari di Adenosina monofosfato ciclico.             | Inibitorio   |
| 5-HT2    | Accoppiato a proteine G.                           | Aumento dei livelli cellulari di Inositolo trifosfato e Diacilglicerolo. | Eccitatorio  |
| 5-HT3    | Recettore-canale; canale ionico del Na+ e del K+ . | Depolarizzazione della membrana cellulare.                               | Eccitatorio  |
| 5-HT4    | Accoppiato a proteine G.                           | Aumento dei livelli cellulari di Adenosina monofosfato ciclico.          | Eccitatorio  |
| 5-HT5    | Accoppiato a proteine G.                           | Calo dei livelli cellulari di Adenosina monofosfato ciclico.             | Inibitorio   |
| 5-HT6    | Accoppiato a proteine G                            | Aumento dei livelli cellulari di Adenosina monofosfato ciclico.          | Eccitatorio  |
| 5-HT7    | Accoppiato a proteine G                            | Aumento dei livelli cellulari di Adenosina monofosfato ciclico.          | Eccitatorio. |

Il recettore 5-HT1 possiede 5 sottotipi (A, B, D, E, F) tutti accoppiati a proteine Gi e proteine Go. Almeno uno dei sottotipi 5-HT1, il recettore 5-HT1A, attiva anche un canale al K+ ligando-dipendente e inibisce un canale per il Ca++ voltaggio-dipendente.
Il recettore 5-HT2 presenta 3 sottotipi (A, B, C) accoppiati alle proteine Gq e G11.
| Recettore | Funzione | Localizzazione | Agonisti | Antagonisti |
| --------- | --- | --- | --- | --- |
| 5-HT1A    | dipendenza, aggressione, ansia, appetito, pressione sanguigna, funzione cardiovascolare, emesi, frequenza cardiaca, impulsività, memoria, stato d'animo, nausea, nocicezione, erezione del pene, dilatazione delle pupille, respirazione, comportamento sessuale, sonno, socievolezza, termoregolazione, vasocostrizione | ippocampo, SNC, nuclei del rafe del midollo allungato, vasi sanguigni                                                 | aripiprazolo, asenapina, trazodone, buspirone, cannabidiolo, clozapina, diidroergotamina, eltoprazina, ergotamina, flesinoxan, flibanserin, gepirone, ipsapirone, metisergide, quetiapina, tandospirone, urapidil, vortioxetina, xaliproden, yohimbina, ziprasidone, 5-CT, 8-OH-DPAT | alprenolol, cianopindolol, iodocianopindolol, lecozotan, metiotepina, oxprenololo, pindololo, propranololo, robalzotan, spiperone, |
| 5-HT1B    | dipendenza, aggressione, ansia, apprendimento, locomozione, memoria, stato d'animo, erezione del pene, comportamento sessuale, vasocostrizione | subiculum, sostanza nera, SNC, vasi sanguigni                                                                         | diidroergotamina, eltoprazina, ergotamina, metisergide, triptani (eletriptan, sumatriptan, zolmitriptan), 5-CT | alprenolol, asenapina, cianopindolol, iodocianopindolol, isamoltane, metergolina, metiotepina, oxprenololo, pindololo, propranololo, yohimbina |
| 5-HT1D    | ansia, locomozione, vasocostrizione | terminali assonici, vasi sanguigni cranici, sostanza nera, gangli della base                                          | cocaina, diidroergotamina, ergotamina, metisergide, triptani (almotriptan, eletriptan, frovatriptan, naratriptan, rizatriptan, sumatriptan, zolmitriptan), yohimbina, 5-CT | ketanserin, metergolina, metiotepina, rauwolscina, ritanserin |
| 5-HT1E    | | corteccia cerebrale, striato, SNC, vasi sanguigni                                                                     | eletriptan, metisergide, triptamina | metiotepina |
| 5-HT1F    | vasocostrizione | cervello, sistema nervoso periferico, vasi sanguigni                                                                  | eletriptan, naratriptan, sumatriptan | metiotepina |
| 5-HT2A    | dipendenza, ansia, appetito, cognizione, immaginazione, apprendimento, memoria, stato d'animo, percezione, comportamento sessuale, sonno, termoregolazione, vasocostrizione | SNC, assoni serotoninergici, corteccia cerebrale prefrontale, claustro, muscolatura liscia, piastrine, vasi sanguigni | benzilpiperazina, bufotenina, dimetiltriptamina, ergometrina, lisuride, mescalina, miristicina, niaprazina, psilocibina, psilocina, yohimbina, 2C-B, 5-MeO-DMT, LSD, 2-Br-LSD | aripiprazolo, asenapina, ciproeptadina, clozapina, eplivanserin, etoperidone, iloperidone, ketanserin, metisergide, mianserina, mirtazapina, nefazodone, olanzapina, pimavanserin, pizotifene, quetiapina, risperidone, ritanserin, trazodone, ziprasidone         |
| 5-HT2B    | ansia, appetito, funzione cardiovascolare, sonno, vasocostrizione | stomaco, SNC | fenfluramina, norfenfluramina, MDMA, MDA | agomelatina, asenapina, benzilpiperazina, ketanserin, metisergide, ritanserin, tegaserod, yohimbina |
| 5-HT2C    | tossicodipendenze, ansia, appetito, locomozione, stato d'animo, erezione del pene, comportamento sessuale, sonno, termoregolazione, vasocostrizione | plesso corioideo | aripiprazolo, lorcaserin | agomelatina, asenapina, ciproeptadina, clozapina, eltoprazina, etoperidone, fluoxetina, iloperidone, ketanserin, latrepirdina, lisuride, metisergide, mianserina, mirtazapina, nefazodone, olanzapina, quetiapina, risperidone, ritanserin, trazodone, ziprasidone |
| 5-HT3     | regolazione della motilità intestinale, dipendenza, ansia, emesi, apprendimento, memoria, nausea | neuroni enterici | benzilpiperazina, cocaina, etanolo, quipazina, 2-metil-5-HT | antiemetici (alosetron, dolasetron, granisetron, ondansetron, tropisetron), clozapina, memantina, metoclopramide, mianserina, mirtazapina, olanzapina, quetiapina                                                                                                  |
| 5-HT4     | regolazione della motilità intestinale, ansia, appetito, apprendimento, memoria, stato d'animo, respirazione | sono ampiamente diffusi in tutto il corpo, particolarmente sui neuroni, muscoli lisci, cellule secretorie, SNC        | cinitapride, cisapride, dazopride, metoclopramide, mosapride, prucalopride, renzapride, tegaserod, zacopride, 5-MT | lisina, piboserod |
| 5-HT5A    | locomozione, sonno | SNC | acido valerico, ergotamina, 5-CT | asenapina, latrepirdina, metiotepina, ritanserin |
| 5-HT6     | ansia, cognizione, apprendimento, memoria, stato d'animo | SNC | EMDT | aripiprazolo, asenapina, clozapina, iloperidone, latrepirdina, olanzapina |
| 5-HT7     | ansia, memoria, stato d'animo, respirazione, sonno, termoregolazione, vasocostrizione | vasi sanguigni, SNC                                                                                                   | 5-CT, 8-OH-DPAT | amisulpride, aripiprazolo, asenapina, clozapina, iloperidone, ketanserin, olanzapina, ritanserin |

## Misurazione
La misurazione dei livelli di serotonina nel cervello vivente avviene con tomografia a emissione di positroni (PET) con radioligando [11C]Cimbi-36.